# Хребет Лорд Хау

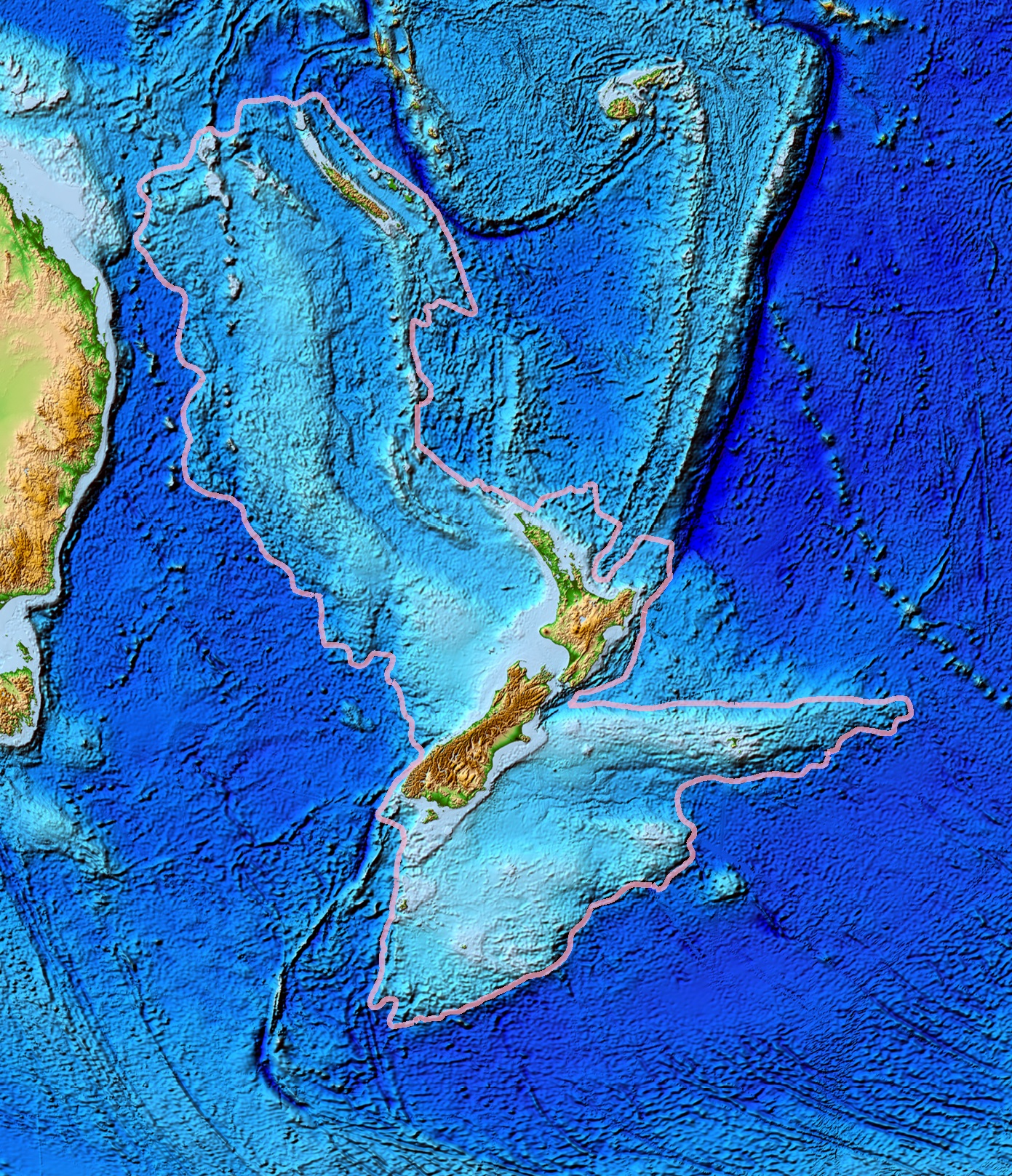
Хребет Лорд Хау — частина континенту Зеландія

Хребет Лорд Хау (англ. Lord Howe Rise) — підводне плато, тягнеться на північний захід від Нової Каледонії до плато Челенджер, на захід від Нової Зеландії. На захід від нього є Тасманійський басейн і на схід є Новокаледонійський басейн. Хребет Лорд Хау має площу 1 500 000 км²., і знаходиться на глибині від 2500 м до 1500 м нижче за рівень світового океану під водою. Хребет — частина Зеландії, великого континенту, на сьогодення затопленого. Розлом відокремив Східну Австралію від Зеландії приблизно від 80 до 60 мільйонів років тому, утворив хребет і зараз лежить за 800 км від материка Австралії.
На поверхню виступає острів Лорд Хау.